# Thorsten Nindel

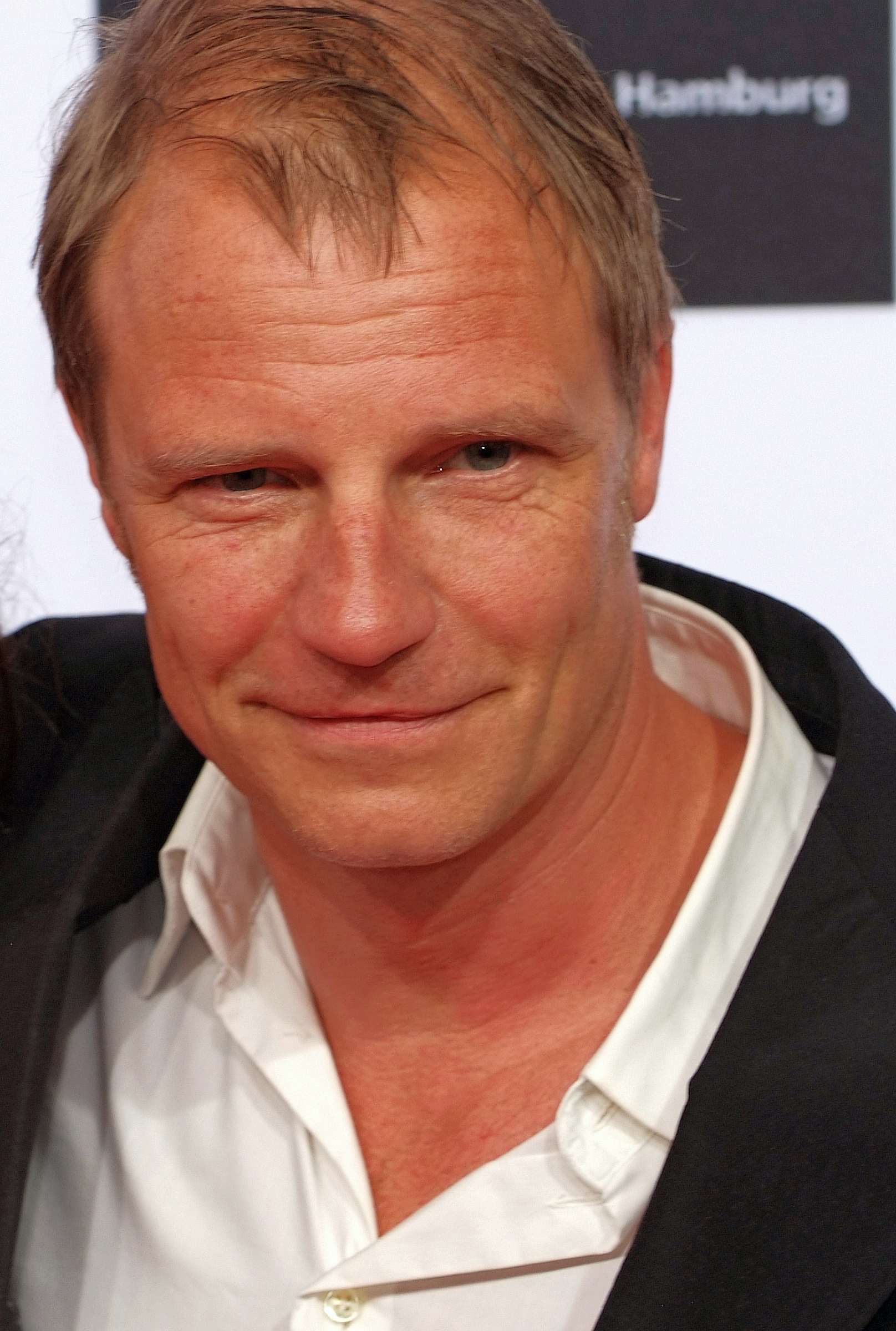
Thorsten Nindel (2012)

Thorsten Joachim Nindel (* 16. Dezember 1964 in Höxter) ist ein deutscher Schauspieler und Synchronsprecher.

## Leben und Karriere
Thorsten Nindel wuchs in Hannover auf und absolvierte seine professionelle Schauspielausbildung von 1985 bis 1989 an der Hochschule für Musik und Theater.
Schon während seiner Ausbildung nahm er an einem Casting für die ARD-Serie Lindenstraße teil und wurde für die Rolle des Franz Joseph „Zorro“ Pichelsteiner engagiert. Diese Rolle spielte er durchgehend von August 1988 bis Juni 1991. In den Jahren 1998, 2007 und 2008 kehrte er jeweils für kurze Gastauftritte nochmals in die Serie zurück. Weitere Bekanntheit erlangte er in der komödiantischen Rolle des naiven Frauenhelden Rüdiger Poppels in der RTL-Sitcom Das Amt, die von 1997 bis 2003 erstausgestrahlt wurde.
Nindel wirkte als Schauspieler vor der Kamera seit 1988 in bisher über 100 Film-und-Fernsehproduktionen mit, darunter auch in zahlreichen Fernsehserien. Von März 2011 bis Februar 2012 war er in der ARD-Telenovela Rote Rosen als Phillipp Stein zu sehen. Die weibliche Hauptdarstellerin an seiner Seite war Saskia Valencia, mit der Nindel von 2011 bis 2016 auch privat liiert war. In der ARD-Telenovela Sturm der Liebe hat er seit November 2022 (Folge 3939) vereinzelt wiederkehrende Auftritte als Privatdetektiv Christian Krüger. Daneben tritt er seit 2009 wiederkehrend als Darsteller in den so genannten Filmfällen der True-Crime-Reihe Aktenzeichen XY … ungelöst auf.
Im Sommer 2007 übernahm Nindel für 72 Vorstellungen die Rolle des Old Shatterhand bei den Karl-May-Spielen in Bad Segeberg. Für das Römerspektakel Brot und Spiele in Trier übernahm er die Hauptrolle des Avidius Cassius in Herkules und die Macht des Bösen. Nindel wirkte als Bühnendarsteller an verschiedenen Theaterhäusern in zahlreichen Theaterstücken mit.
Im Juli 2014 machte Nindel seine Lungenkrebs-Erkrankung öffentlich. Nach mehreren Bestrahlungen war er im Frühjahr 2015 von dieser Krankheit wieder genesen. Im November 2020 zog er sich bei der Sendung Showtime of my Life – Stars gegen Krebs des Senders VOX aus, um auf die Dringlichkeit der Krebsvorsorge aufmerksam zu machen. Diese Sendung wurde im Februar 2021 ausgestrahlt.
Nindel ist gelegentlich auch als Synchronsprecher tätig.
Nindel ist geschieden und hat aus dieser Ehe eine Tochter. Er lebt in München.

## Theater
- 1989–1993: Staatstheater Hannover
- 1993–1996: Residenztheater München
- 1995: Salzburger Festspiele
- 2003: Theater am Kurfürstendamm Berlin
- 2006: Ernst Deutsch Theater Hamburg
- 2007: Karl-May-Spiele Bad Segeberg
- 2012: Brot & Spiele Trier: Herkules und die Macht des Bösen
- 2013: Schlosstheater Celle: Wahlverwandtschaften[23]
- 2013–2015: Salon-Theater Taunusstein: Kleine Eheverbrechen
- 2013–2015: Salon-Theater Taunusstein: Sei lieb zu meiner Frau
- 2014–2015: Theatergastspiel-Tournee: Der große Gatsby
- 2016, 2018: Theatergastspiel-Tournee Des Teufels General
- 2018: Tournee & Komödie im Bayerischen Hof München Eine Mittsommernacht Sex Komödie
- 2019–2022: Bad Hersfelder Festspiele

## Filmografie
Filme 
- 1996: Muchas gracias, Willy Wuff
- 1996: Nur aus Liebe
- 1997: Kalkuliertes Risiko
- 1997: Kommissar Schimpanski – Diamantenjagd
- 1997: Tod eines Callgirls
- 1997: Sterben ist gesünder
- 1997: Tatort: Brüder
- 1998: Die Schläfer
- 1998: Ufos über Waterlow
- 1998: Wilsberg – In alter Freundschaft (Fernsehserie)
- 1998: Und tschüss! – Ballermann olé
- 1998: Polizeiruf 110: Spurlos verschwunden
- 1999: R.O.S.I
- 2000: Der Weihnachtswolf
- 2000: Mein absolutes Lieblingslied
- 2000: Nicht mit uns
- 2000: Viewfinder
- 2001: Dich schickt der Himmel
- 2001: Doppelter Einsatz München – Trennung ist der Tod
- 2001: Tom und die Biberbande
- 2002: Family Affairs – Gier nach Glück
- 2003: Er oder keiner
- 2003: Club der Träume – Türkei, Marmaris
- 2003: Im Namen des Herrn
- 2003: Der kleine Mönch – Blutsbrüder
- 2004: Schöne Männer hat man nie für sich allein
- 2004: Utta Danella – Das Familiengeheimnis
- 2004: Salon Brasil
- 2005: Drei teuflisch starke Frauen
- 2007: Lilly Schönauer – Umweg ins Glück
- 2008: Die Gustloff
- 2008: Der Bibelcode
- 2008: Tatort: Unbestechlich
- 2015: Inga Lindström: Leg dich nicht mit Lilli an
- 2015: Prinzessin Maleen
- 2017: Die Geheimnisse des Adventure Club of Europe-Europapark
- 2019: Inga Lindström: Auf der Suche nach dir

Fernsehserien
- 1988–1991, 1998, 2007–2008: Lindenstraße
- 1990: Baldur Blauzahn
- 1996: Zwei Brüder
- 1996: Freunde fürs Leben
- 1997–2003: Das Amt
- 1998: Sylvia – Eine Klasse für sich
- 1998: Vater wider Willen (8 Folgen)
- 1998: Zwei allein (Fernsehserie)
- 1999: Balko
- 1999: Herzschlag – Das Ärzteteam Nord
- 1999, 2006, 2017: Alarm für Cobra 11 – Die Autobahnpolizei
- 2000: Die Verbrechen des Professor Capellari
- 2000: Alphateam – Die Lebensretter im OP
- 2000: Die Motorrad-Cops – Hart am Limit
- 2002: Der Ermittler
- 2003, 2010: Die Rosenheim-Cops
- 2003: Der kleine Mönch
- 2003, 2011: Der Landarzt
- 2003, 2011, 2016, 2019: SOKO München
- 2004, 2006: SOKO Kitzbühel
- 2004, 2013: Um Himmels Willen
- 2005: Alles außer Sex
- 2005: Der Pfundskerl
- 2005: Sturm der Liebe als Leonhard Landers
- 2005: Hallo Robbie!
- 2005, 2010, 2016: In aller Freundschaft
- 2005, 2007–2008, 2010: Marienhof
- 2006: Allein unter Bauern
- 2006: Unsere zehn Gebote
- 2007: Endlich Samstag!
- 2007: Afrika, mon amour
- 2009: Eine für alle – Frauen können’s besser
- 2010: Das perfekte Promi Dinner
- 2011: Notruf Hafenkante
- 2011–2012: Rote Rosen
- 2011: Betrug macht klug
- 2012: Heiter bis tödlich: Hauptstadtrevier
- 2013: Herzensbrecher – Vater von vier Söhnen
- 2014: Verbotene Liebe
- 2017: WaPo Bodensee
- 2018: Heldt
- 2021: Unter uns
- seit 2022: Sturm der Liebe als Christian Krüger